# Synosis distincta
Synosis distincta là một loài tò vò trong họ Ichneumonidae.